# 슈퍼 530

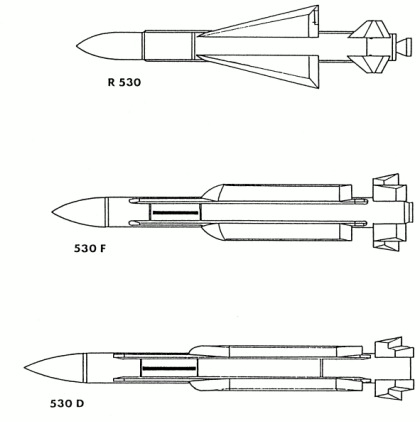
R.530(상) 슈퍼530F(중) 슈퍼530D(하)

슈퍼 530(Super 530)은 프랑스의 중거리 공대공 미사일이다. R.530의 사거리를 늘렸다.

## 역사
- 슈퍼 530F, 다소 미라주 F1, 1979년 배치
- 슈퍼 530D, 다소 미라주 2000, 1988년 배치

반능동 레이다 유도의 중거리 미사일이다. ECCM 능력과 저고도 목표물 요격 능력을 향상시켰다. 슈퍼 530D는 무게 270 kg, 사거리 40 km, 속도 마하 5, 최대요격고도 24.4 km, 최저요격고도 60 m이다.
슈퍼 530 미사일은 MBDA 미카 미사일로 대체되고 있다.

## 운용 국가

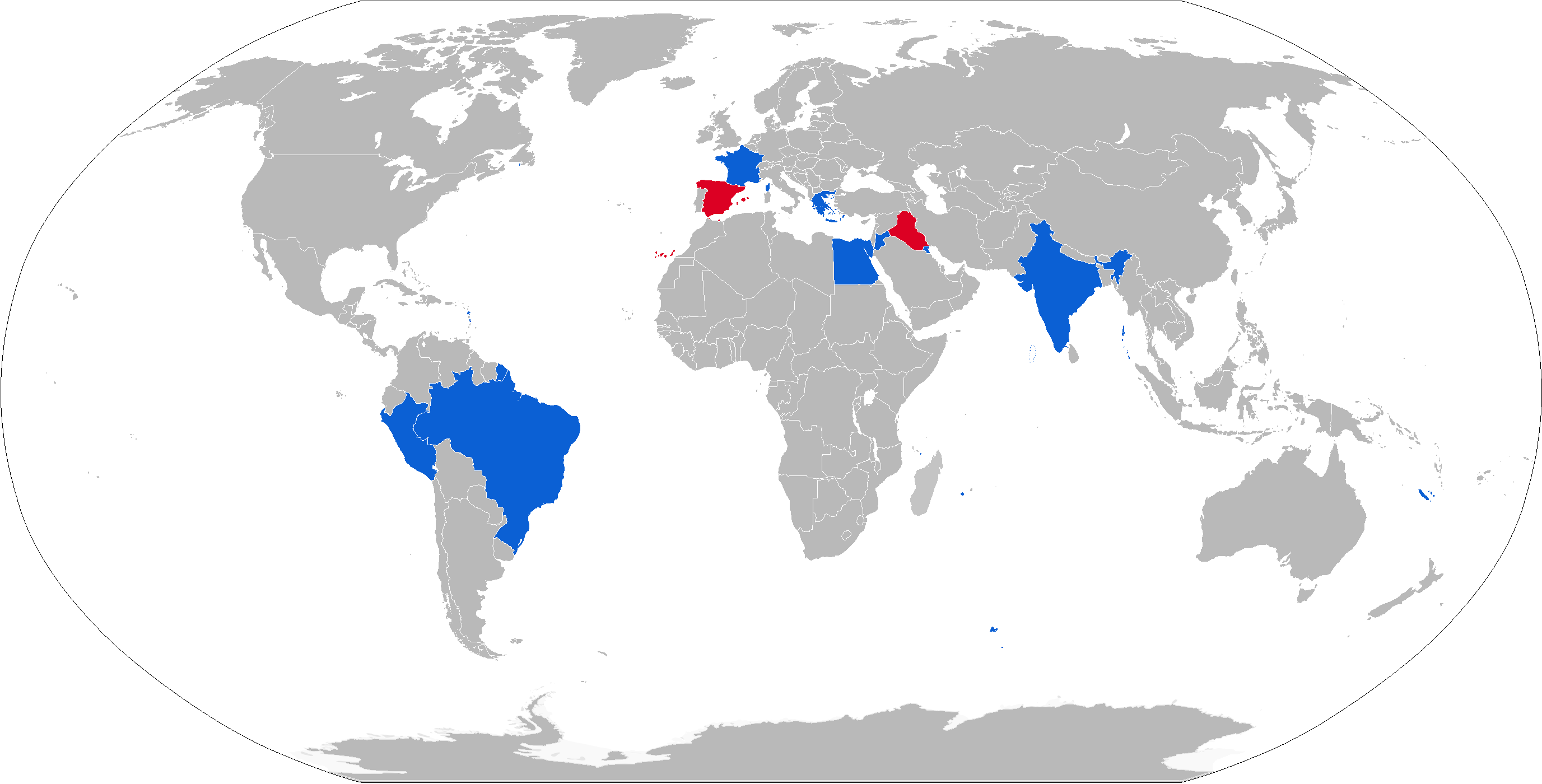
슈퍼 530 운영 국가 지도: 현재 운용 중. 과거에 운용함.